# Jan Řezáč
Jan Řezáč (17. dubna 1921 Žižkov – 7. října 2009 Praha) byl český redaktor, básník, prozaik, výtvarný teoretik a překladatel.

## Život a dílo
Jan Řezáč se narodil na pražském předměstí Žižkově. Studoval na obecné škole v Cimburkově mezi 1927 a 1930, pak v Lupáčově ulici v letech 1930–1932 a dokončil své studia v roce 1940 na reálném gymnáziu na náměstí Jiřího z Poděbrad. Během války pracoval jako pomocný dělník a skladník.
Roku 1941 vydal spolu s Josefem Proškem, Jaroslavem Rychlým a Milošem Hájkem strojopisný surrealistický sborníček Chodci zeleně. Přes malíře Ivo Rubliče se seznámil s Ottou Mizerou, který v Rubličově ateliéru žil a maloval, a přes Mizeru poznal autory Skupiny Ra z okruhu sborníku Roztrhané panenky (1942). Kolem Řezáče se shromáždil okruh mladých literátů a výtvarníků (Jaroslav Rychlý, Josef Prošek, Miloš Hájek, Josef Schnabel, Antonín Sobotka, Zdeněk Potůček, Karel Kilberger, ad.), kteří připravili řadu strojopisných sborníků (Mezitím, 1943, Veselý hřbitov, 1943, Krám, 1943, Vycpaný pták, 1943, Neplující protějšky, 1943, Hladové zdi, 1944, Záchody, 1944) a roku 1944 vydali cyklostylovaný sborník Ochranné prostředky.
Po válce do roku 1947 redigoval bibliofilskou edici Obluda, pro kterou vytvořila knižní značku Miroslava Miškovská. Pokus vydávat stejnojmenný časopis v redakci Řezáč, Schnabel a Kilberger se nezdařil a Řezáč pak byl zaměstnán v nakladatelství Svoboda jako tajemník, administrátor, redaktor a zástupce šéfredaktora pro beletrii. V roce 1951 byl šéfredaktorem nakladatelství Rovnost. Mezi 1951 a 1952 byl šéfredaktorem nakladatelství Mír – Družstevní práce. V letech 1953–1968 byl šéfredaktorem Státního nakladatelství krásné literatury, hudby a umění (od 1965 ODEON, státní nakladatelství krásné literatury a umění), v letech 1969–1970 byl jeho ředitelem.  V nakladatelství Odeon inicioval vznik několika edic, z nichž k nejvýznamnějším patřila edice Umělecká fotografie (1958). V roce 1971 ještě krátce pracoval v propagačním oddělení Odeonu, pak však odtud musel odejít.Od roku 1972 byl redaktorem, poté šéfredaktorem nakladatelství ČTK-Pressfoto, kde zůstal až do odchodu do důchodu v roce 1982.   
V roce 1954 založil časopis Světová literatura a do roku 1961 byl jeho šéfredaktorem. V letech 1968–1970 působil jako předseda Svazu českých nakladatelských a knihkupeckých podniků. V roce 1989 byl spoluzakladatelem Společnosti Karla Teiga a do roku 1993 byl jejím předsedou. V letech 1995–1996 spolupracoval s Uměleckoprůmyslovým muzeem v Praze, kde se podílel na výstavě ke stému výročí narození fotografa Josefa Sudka. 
Od roku 1945 až do své smrti publikoval články o literatuře a umění a sporadicky i verše v novinách a časopisech Analogon, Fotografie, Host, Host do domu, Impuls, Intelektuál, Jarmark umění, Knižní kultura, Kultura, Kulturní tvorba, Lidová demokracie, Listy Klubu přátel poezie, Literární noviny (1952–1967), Literární noviny (od 1990), Mladá fronta, Nové knihy, Plamen, Reportér, Rudé právo, Souvislosti, Světová literatura, Typografie, Umění, Výtvarná práce. Byl členem řady uměleckých, redakčních a edičních rad, např. edice Mladé cesty (Mladá fronta) a Klubu přátel poezie (Československý spisovatel), časopisů Světová literatura, Knižní kultura, Analogon; dále Klubu knihy při SČUG Hollar, výtvarných edic nakladatelství Artia a Pressfoto, barrandovské tvůrčí skupiny Šmída–Fikar aj. Spolupracoval s Československým rozhlasem a Československou televizí.
V roce 2005 získal cenu Magnesia Litera za přínos české literatuře.